# Thaxted
Thaxted – miasto i civil parish w Wielkiej Brytanii, w Anglii, w regionie East of England, w hrabstwie Essex, w dystrykcie Uttlesford. W 2011 roku civil parish liczyła 2845 mieszkańców. Thaxted jest wspomniana w Domesday Book (1086) jako Tachesteda.